# TV Puls
TV Puls – polska telewizja komercyjna, nadawca dwóch ogólnopolskich kanałów TV Puls i Puls 2.
Telewizja Puls swój pierwszy kanał uruchomiła 18 marca 2001, a drugi – Puls 2 – 19 lipca 2012 roku. 2 września 2014 roku uruchomiono kanał TV Puls HD, a 23 lutego 2015 roku – Puls 2 HD. 6 sierpnia 2014 Telewizja Puls uruchomiła własny serwis wideo na żądanie, gdzie widzowie mogą oglądać produkcje własne nadawcy, animacje z pasma Puls Kids, seriale dokumentalne oraz programy rozrywkowe. Produkcje własne są dostępne na platformie bezpłatnie przez cały czas, natomiast inne wybrane tytuły są dostępne w modelu catch up.
W 2014 Telewizja Puls powołała do życia Fundację „Pod Dębem”, działającą na rzecz poprawy jakości życia seniorów.
W kwietniu 2021 kanał TV Puls znalazł się na trzecim miejscu wśród widzów w grupie komercyjnej 16-49 z wynikiem 8,37 proc, a w lipcu 2021 w pierwszej piątce najwyżej ocenianych telewizji naziemnych przez widzów – według cyklicznego badania domu mediowego Wavemaker.
Siedziba Telewizji Puls znajduje się na terenie Wytwórni Filmów Dokumentalnych i Fabularnych przy ul. Chełmskiej 21 w Warszawie.

## Historia

### 2001–2003: Telewizja Familijna
TV Puls została utworzona na bazie dawnej Telewizji Niepokalanów dzięki wsparciu spółek Skarbu Państwa (PKN Orlen, KGHM Polska Miedź, Polskie Sieci Elektroenergetyczne, PZU Życie) oraz Prokomu przez zakon franciszkanów.
Spółka nadająca początkowo program TV Puls nazywała się Telewizja Familijna S.A. Stacja zaczęła nadawać 18 marca 2001 roku na częstotliwościach TV Niepokalanów oraz na satelicie Astra (19,2°E). Sztandarowym programem informacyjnym TV Puls były Wydarzenia, prowadzone m.in. przez Bogdana Rymanowskiego i Magdę Mołek. Głównym magazynem reporterskim był Raport Specjalny pod redakcją Jacka Łęskiego – program podejmujący tematykę z zakresu dziennikarstwa śledczego.
TV Puls szybko utraciła płynność finansową na skutek nadmiernych wydatków oraz wycofania się ze spółki Prokomu. 28 maja 2002 roku zdjęto z anteny sztandarowy program informacyjny Wydarzenia, który zastąpiono przez znacznie tańszy Serwis Pulsu. W październiku 2002 TV Puls zaczęła wyłączać nadajniki naziemne. Zadłużenie TV Familijnej sięgnęło 130 mln PLN. 1 kwietnia 2003 TV Puls zakończyła nadawanie.

### 2003–2006: Antena 1
Wkrótce pomoc stacji zaoferowała prywatna spółka Antena 1, dzięki której stacja wznowiła nadawanie naziemne i satelitarne 23 czerwca 2003 roku, jednocześnie odcinając się od zadłużonej firmy „Telewizja Familijna”. W sierpniu 2003 roku wsparcie dla TV Puls zadeklarował właściciel Polsatu, Zygmunt Solorz. Od tego czasu stacja nadawała pod nazwą TV Niepokalanów Puls. Do pierwotnej nazwy powrócono 6 grudnia 2003 roku, gdy na antenie zadebiutowało obecne wcześniej logo i oprawa graficzna. TV Puls współpracował też z Polsatem w sprawach reklamy i w produkowaniu programów przez związaną z Polsatem spółkę Antena 1. Stacja w koncesji na nadawanie miała zapisany chrześcijański i familijny charakter. W czerwcu 2006 Zygmunt Solorz-Żak wycofał się z TV Puls.

### 2006–2008: News Corporation
28 czerwca 2006 roku podana została informacja, że ok. 25% udziałów w stacji kontroluje nowy inwestor zagraniczny, spółka News Corporation należąca do magnata mediowego – Ruperta Murdocha. Dzięki tej inwestycji stacja miała przynosić dochody i zaczęła produkcję nowych programów. Od stycznia 2007 roku na skutek zmian zapisów koncesyjnych TV Puls przestała być telewizją o charakterze religijno-społecznym, a zaczęła być kanałem uniwersalnym z udziałem audycji o tematyce rodzinno-chrześcijańskiej. Program wypełniły głównie filmy fabularne i seriale.
Od kwietnia 2007 roku News Corporation posiadała 35% akcji. 28 października 2007 roku w telewizji Puls nastąpiły zmiany, szczególnie jeśli chodzi o stronę publicystyczno-informacyjną. Tego dnia została wdrożona nowa ramówka kanału. Prowadzącymi nowego serwisu informacyjnego Puls Raport o 19.30 i 22.00 zostali m.in. Krzysztof Ziemiec, Katarzyna Trzaskalska, Katarzyna Olubińska, Piotr Maślak, Paulina Drapała, Katarzyna Niedźwiedź-Szałajko, Michał Siegieda i Marek Pyza. Tego samego dnia nastąpiła zmiana logo i oprawy graficznej stacji. 15 stycznia 2008 roku Krajowa Rada Radiofonii i Telewizji przyznała TV Puls dodatkowe, naziemne nadajniki telewizyjne we Wrocławiu i Szczecinie. Zostały one uruchomione 30 kwietnia 2008 roku, wtedy uruchomiono też nadajnik w Katowicach.
29 lutego 2008 roku prezes stacji, Farell Meisel został zastąpiony przez Dariusza Dąbskiego. 16 lipca 2008 roku zostało wyemitowane ostatnie wydanie programu Puls Raport, który został zdjęty z anteny z powodu zbyt wysokich kosztów utrzymania w stosunku do przychodów.

### 2008–2010: Zmiany i poszukiwania inwestorów
1 września 2008 roku TV Puls ponownie zmieniła logo i oprawę graficzną. 3 listopada 2008 roku koncern mediowy News Corporation poinformował o sprzedaniu 35% posiadanych akcji TV Puls pozostałym udziałowcom.
24 lipca 2009 roku stacja ponownie wystąpiła o zmianę w zapisach koncesyjnych, aby mogła nadawać program o charakterze uniwersalnym. Ostatecznie KRRiT przychyliła się do wniosku nadawcy. W jesiennej ramówce roku 2009 zniknęły stałe programy o tematyce religijnej.
Od 31 sierpnia 2009 roku TV Puls zaczęło również emitować seriale animowane przeznaczone dla dzieci, w porannej ramówce Stacja Porankowo pojawiły się takie seriale jak: Przygody Gapiszona, Zaczarowany ołówek, Trzy misie, Opowiadania Muminków, Bolek i Lolek, Reksio, Wyprawa Profesora Gąbki, Podróże kapitana Klipera oraz Smok Wawelski. W wieczornej ramówce Junior TV, pojawiły się takie seriale jak: Gadżet i Gadżetinis, Był sobie człowiek, Flintstonowie, Karmelowy obóz, W.I.T.C.H. Czarodziejki, Odjazdowe zoo, Jetsonowie, Całkiem nowe przygody Toma i Jerry’ego, Tom i Jerry, Piotruś Pan i piraci, Pan Andersen opowiada, Baśnie Braci Grimm: Simsala Grimm, Myszorki na prerii, Pszczółka Maja, Wilk i Zając oraz Pixie i Dixie.
Na początku października 2009 roku zmieniła się struktura udziałowców w stacji. Pakiet 75% przejął prezes stacji Dariusz Dąbski, a udział w spółce na poziomie 25% posiada Prowincja Zakonu Braci Mniejszych Konwentualnych (OO. Franciszkanie).
W tym samym roku TV Puls poinformowała o planach uruchomienia w przyszłości internetowej telewizji o tematyce religijnej, a także kanału dla dzieci. W październiku 2009 roku stacja osiągnęła próg rentowności, a w listopadzie osiągnęła zysk.
W styczniu 2010 roku TV Puls nabyła prawa do pokazywania jednego z programów WWE – WWE Superstars. Był emitowany w środy o godzinie 20:30.
22 lutego 2010 roku 25% udziałów stacji należących dotychczas do Prowincji Zakonu Braci Mniejszych Konwentualnych przejął prezes tej stacji – Dariusz Dąbski, w wyniku czego przejął on pełną kontrolę nad stacją. Jednocześnie poinformował on, że kanał nie będzie już szukał inwestora, a skupi się nad rozwijaniem oferty programowej.

### Od 2010: Cyfryzacja telewizji naziemnej
Od 5 do 11 kwietnia 2010 TV Puls wyprzedzał pod względem oglądalności TV4 i TVN 7, znajdując się na 7. miejscu w zestawieniu 20 najliczniej oglądanych stacji według AGB Nielsen (z wynikiem 1,93%). W połowie maja 2010 roku stacja lekko zmodyfikowała swoją ramówkę, wprowadzając kilka nowych pozycji. W tym samym czasie złożyła do KRRiT wniosek o uzyskanie koncesji na uruchomienie nowego kanału telewizyjnego pod roboczą nazwą Puls Kids, który ostatecznie przyjął nazwę Puls 2. Ma on być nadawany drogą satelitarną, a docelowo naziemnie przez MUX-2.
29 września 2010 roku podpisano umowę w której TV Puls przekazał prawo nadawania sygnału multipleksu cyfrowego Emitelowi. Tym samym kanał pojawił się w naziemnej telewizji cyfrowej (DVB-T) w II multipleksie, wdrażanej systematycznie w Polsce. II multipleks cyfrowy rozpoczął emisję 30 września 2010 roku.
W grudniu 2010 roku stacja rozpoczęła współpracę z telewizją TVN. Współpraca miała na celu sprzedawanie przez TVN czasu reklamowego w TV Puls. Współpraca została zawarta na 10 lat i z końcem 2020 roku została zastąpiona umową z biurem reklamy Polsat Media należącym do Telewizji Polsat. Od 7 listopada 2011 roku stacja nadaje naprzemiennie w dwóch formatach obrazu – 16:9 i 4:3. Wcześniej emitowała swój sygnał w sztywnym 4:3, a programy 16:9 były emitowane w letterboxie.
19 lipca 2012 roku uruchomiono drugi kanał pod nazwą Puls 2. 11 marca 2013 roku TV Puls otrzymało Telekamerę 2013 w kategorii kanał lifestyle’owy. 20 maja 2013 roku TV Puls wyłączyło ostatnie naziemne nadajniki analogowe. Tym samym TV Puls jest pierwszym ogólnopolskim nadawcą naziemnym, który zakończył naziemne nadawanie analogowe. 10 lutego 2014 roku w godzinach 9.00–10.00 TV Puls została zakodowana na satelicie Hot Bird, a 2 września 2014 wystartował TV Puls w jakości HD, początkowo udostępniany wyłącznie w sieciach kablowych, a od 19 października 2016 roku również na satelicie.
10 kwietnia 2016 roku kanał TV Puls po raz pierwszy w historii zajął 3. miejsce w wynikach dziennej oglądalności w grupie widowni komercyjnej 16-49 (6%), wyprzedzając TVP1 i TVP2.
15 kwietnia 2021 Puls 2 pojawił się na platformie Cyfrowego Polsatu na pozycji 157.
8 maja 2024 TV Puls został dodany do oferty telewizji internetowej Polsat Box na pozycji 13 oraz online na Polsat Box Go.
9 maja 2024 TV Puls został dodany do oferty serwisu streamingowego Player.

## Programy własne stacji
W 2017 roku organizacja PL MMA rozpoczęła współpracę z ogólnodostępną telewizją TV Puls, która uzyskała prawa do transmisji gal. Pierwszą galą transmitowaną na żywo była gala PLMMA 72, która odbyła się 4 marca w Łomiankach, a w jesiennej ramówce pojawiły się dwie własne serialowe nowości – „Lombard. Życie pod zastaw” oraz „Lekarze na start”.
W 2018 roku TV Puls wyemitowała program rozrywkowy „Następny proszę!”, który poprowadził Marcin Wójcik z Kabaretu Ani Mru Mru. Rok później miał debiut serial Rodzinny interes. Jesienią 2019 roku kanał TV Puls nadawał teleturniej „Gra muzyka”. W marcu 2020 zadebiutował na antenie TV Puls serial Reporterzy. Z życia wzięte.
Wydarzenia na żywo
W 2018 roku TV Puls zaczął transmitować własne muzyczno-rozrywkowe wydarzenie pod nazwą „Wielka Zabawa TV Puls”, na którym występują kabarety oraz wykonawcy polskiej muzyki rozrywkowej. Wśród artystów na Wielkiej Zabawie wystąpili jak dotąd m.in. Doda, Zenek Martyniuk, Cleo, Sławomir, Kabaret pod Wyrwigroszem czy Paranienormalni. W 2018 roku event odbył się w Dolinie Charlotty, a w latach 2019 i 2021 – w Mrągowie. W 2017, 2018 i 2021 TV Puls transmitowała na żywo „Mazurską Noc Kabaretową”.
Telekamery „Tele Tygodnia”
Od 2020 roku Telewizja Puls transmituje galę wręczenia Telekamer „Tele Tygodnia”, która po latach wróciła do telewizji.

### Seriale fabularne
- Przypadki Cezarego P.[49] (2015)
- Lekarze na start[50] (2017)

### Seriale paradokumentalne
- Niesamowite![51]
- Lombard. Życie pod zastaw[52] (od 2017)
- Rodzinny interes[53] (2019-2022[54])
- Reporterzy. Z życia wzięte[55] (2020[potrzebny przypis])
- Prawdziwe motywy[56] (2022)
- Miasteczko. Nie ufaj nikomu[57] (2024)

### Programy lifestyle’owe
- Każdemu w smak (2014)[58]
- Menu na miarę (2011)
- Najlepsza kuchnia (2018)
- No problem! (2011)
- Puls o poranku (2008) – magazyn poranny prowadzony przez Jacka Pawlewskiego i Sylwię Paszkowską (którą później zastąpiła Katarzyna Olubińska), a także Olgę Ptasińską i Ewę Kotlewską[59].
- Rodzinny ogród (2014)[60]
- Twój Puls (2015)

### Programy dokumentalne
- Dyżur (2009-2010)[potrzebny przypis]
- JRG w akcji (2008)[potrzebny przypis]
- Niesamowite historie (2008)[61]
- Zbrodnie niedoskonałe (2008)[61]
- Z archiwum policji (2010)[potrzebny przypis]

### Programy informacyjne
- Puls Raport (2007–2008)[62][63][64] – prowadzony m.in. przez Krzysztofa Ziemca, Katarzynę Trzaskalską, Katarzynę Olubińską, Piotra Maślaka, Paulinę Drapałę, Katarzynę Niedźwiedź-Szałajko, Michała Siegiedę i Marka Pyzę.
- Serwis Pulsu (2002)[65][66][67] – następca Wydarzeń; program prowadzony przez Piotra Michalaka i Wojciecha Reszczyńskiego.
- Taki jest świat – pod lupą (od 2012)[potrzebny przypis]
- Wydarzenia (2001–2002) – z programem związani byli m.in. Bogdan Rymanowski, Krzysztof Karwowski i Amelia Łukasiak[68].

### Programy rozrywkowe
- Puls lata[69][70]
- Światowe rekordy Guinnessa[71][72]
- M kwadrat

### Programy muzyczne
- 4fun Music (2012)
- Gramy po polsku (2012)
- Muzyczne życzenia

### Gry

#### Competition reality
- Co masz do stracenia? (2008)[61] – oparty na formacie The Biggest Loser.
- Dom wróżek: ponad zmysłami (2015)[73].
- Najgorszy polski kierowca (serie 1–2[74][75]) / Nie-dzielny kierowca (seria 3[61]) (2007–2008) – oparty na formacie Worst Driver (w 2015 roku nową wersję programu pokazano na antenie TTV).

#### Reality game show
- Bankomat. Wyścig z czasem (2013) – oparty na formacie The ATM.

#### Teleturnieje
- Czy jesteś mądrzejszy od 5-klasisty? (2007–2009) – oparty na formacie Are You Smarter than a 5th Grader?.
- Następny proszę![a] (2018[78]) – oparty na formacie Next One.
- Gra muzyka (2019).

Programy na kanwie teleturnieju:
- Singa Dinga (2007–2008) – oparty na formacie Sing-A-Song.
- Tylko Ty (2007)[79] – oparty na formacie The Newlywed Game[80].

## Odbiór

### Odbiór przez satelitę
|               | Emisja analogowa          | Emisja analogowa          | Emisja SD                                     | Wersja HD                                     |
| Satelita      | Astra 1E                  | Astra 1E                  | Hot Bird 13C                                  | Hot Bird 13C                                  |
| Pozycja       | 19,2E                     | 19,2E                     | 13E                                           | 13E                                           |
| Transponder   | 51                        | 31                        | 120                                           | 114                                           |
| Częstotliwość | 10,743                    | 11,670                    | 10,719 V DVB-S QPSK 27500 3/4                 | 10,796 V DVB-S2 8PSK 27500 3/4                |
| ------------- | ------------------------- | ------------------------- | --------------------------------------------- | --------------------------------------------- |
| Kodowanie     | FTA                       | FTA                       | Conax Mediaguard 3 Nagravision 3 Viaccess 3.0 | Conax Mediaguard 3 Nagravision 3 Viaccess 3.0 |
| Uwagi         | od 1.06.2001 do 1.07.2002 | od 1.06.2002 do 3.03.2003 | od 6.09.2015 do 9.01.2017                     | od 19.10.2016                                 |

TV Puls była nadawana analogowo z satelity Astra 1E. Przekaz cyfrowy emitowano zarówno z satelity Astra do 2003 roku. We wrześniu 2009 roku stacja powróciła na pół roku z transpondera TVP, lecz zaprzestano transmisji z pozycji 19,2E. Od początku stacja jest dostępna, z satelity Hot bird 13E. Stacja dość często zmieniała swoją częstotliwość, lecz od 2007 do 2015 roku była dostępna z częstotliwości 11,488 DVB-S QPSK 27500 3/4. Od początku swego istnienia do 14 lutego 2014 była niekodowana.
Wersja HD istnieje od 1 września 2014, a od 19 października 2016 roku jest w przekazie satelitarnym.
Wersję SD z przekazu satelitarnego usunięto 9 stycznia 2017 roku. Po zakończeniu nadawania sygnału DVB-T w Polsce przestała istnieć.

### Cyfrowe nadajniki naziemne
30 września 2010 roku TV Puls rozpoczęła emisję w ogólnopolskim II multipleksie naziemnej telewizji cyfrowej w standardzie DVB-T. Nadajniki MUX 2 były systematyczne uruchamiane do 23 lipca 2013 roku, kiedy zasięg multipleksu objął cały kraj. Od 28 marca 2022 do 27 czerwca 2022 roku nadajniki MUX 2 zmieniły standard nadawania na DVB-T2/HEVC, dzięki czemu TV Puls rozpoczęła nadawanie naziemne w jakości HD.

### Analogowe nadajniki naziemne (do 2013 roku)
| Województwo        | Typ obiektu | Nazwa obiektu              | Częstotliwość (MHz) | Kanał | Charakterystyka promieniowania | Polaryzacja | Moc (kW) | Stereo |
| ------------------ | ----------- | -------------------------- | ------------------- | ----- | ------------------------------ | ----------- | -------- | ------ |
| dolnośląskie       | RTON        | Wrocław/Żórawina           | 527,25 MHz          | 28    | kierunkowa (D)                 | pozioma (H) | 1 kW     | T      |
| łódzkie            | TON         | Łódź/Komin EC-4            | 775,25 MHz          | 59    | dookólna (ND)                  | pozioma (H) | 2 kW     | N      |
| małopolskie        | RTCN        | Kraków/Chorągwica          | 519,25 MHz          | 27    | kierunkowa (D)                 | pozioma (H) | 50 kW    | N      |
| małopolskie        | TON         | Gorlice/Komin EC           | 591,25 MHz          | 36    | dookólna (ND)                  | pozioma (H) | 4 kW     | N      |
| małopolskie        | TSR         | Nowy Sącz/Chruślice        | 479,25 MHz          | 22    | kierunkowa (D)                 | pozioma (H) | 2,5 kW   | N      |
| mazowieckie        | RTCN        | Warszawa/Raszyn            | 631,25 MHz          | 41    | dookólna (ND)                  | pozioma (H) | 50 kW    | T      |
| mazowieckie        | RTCN        | Warszawa/PKiN              | 487,25 MHz          | 23    | dookólna (ND)                  | pozioma (H) | 3 kW     | T      |
| mazowieckie        | RON         | Skierniewice/Bartniki      | 719,25 MHz          | 52    | dookólna (ND)                  | pozioma (H) | 2 kW     | N      |
| opolskie           | TON         | Opole/Komin PETERS         | 679,25 MHz          | 47    | kierunkowa (D)                 | pozioma (H) | 1 kW     | N      |
| śląskie            | SLR         | Katowice/Bytków            | 527,25 MHz          | 28    | dookólna (ND)                  | pozioma (H) | 5 kW     | N      |
| śląskie            | TON         | Częstochowa/Błeszno        | 535,25 MHz          | 29    | dookólna (ND)                  | pozioma (H) | 5 kW     | N      |
| śląskie            | TON         | Bielsko-Biała/Budynek ZIAD | 519,25 MHz          | 27    | kierunkowa (D)                 | pozioma (H) | 2 kW     | N      |
| zachodniopomorskie | RTCN        | Szczecin/Kołowo            | 623,25 MHz          | 40    | kierunkowa (D)                 | pozioma (H) | 5 kW     | T      |

Opracowano na podstawie materiałów źródłowych

## Krytyka
W roku 2008 telewizja wyemitowała kilka filmów, w których usunęła niektóre sceny. Władze TV Puls oświadczyły, iż usuwają sceny niezgodne z jej misją. Twórcy filmów, powiadomieni przez dziennikarzy, byli oburzeni samowolnymi decyzjami stacji. Spór nie dotyczył samej akcji wycięcia scen, lecz braku uzyskania zgody autorów i poinformowania ich o planowanych zmianach. Żadna ze stron nie zdecydowała się na drogę sądową. Stacja przeprosiła twórców.
W październiku 2009 roku stacja została oskarżona przez katolicki portal KMDM o szerzenie erotyzmu i homoseksualizmu. Sprawa dotyczyła emisji programu „Goło i wesoło” oraz jednego z odcinków kanadyjskiego programu „Test na super mamę” w którym pokazano parę homoseksualnych kobiet, mających zajmować się przez określony czas dziećmi. Portal rozpisywał się o promowaniu homoseksualizmu wśród dorosłych i dzieci. W komunikacie prasowym TV Puls stacja przeprosiła za emisję odcinka i dała do zrozumienia, że nie promowała związków homoseksualnych, ani nie zachęcała do legalizacji ich w Polsce. Portal wspólnie z prasą katolicką protestował także przy emisji programu „Goło i wesoło” pisząc o promowaniu erotyki i golizny na antenie stacji. Program został przesunięty na godz. 23 ze względu na odważniejsze sceny w programie.
2 stycznia 2017 roku Cyfrowy Polsat ulokował kanał Super Polsat na pozycji 84, przenosząc kanał TV Puls na pozycję 157, nadużywając pozycji dominującej. Sprawa pozycji kanału TV Puls trafiła do KRRiT. W marcu 2017 roku Telewizja Puls wystąpiła do KRRiT o unieważnienie koncesji kanału Super Polsat, co groziło jej uchyleniem i zakończeniem nadawania kanału. Polsat Box wkrótce jednak przesunął TV Puls na jeszcze wyższą pozycję 59.

## Logo
| Data wprowadzenia    | Opis | Ilustracja |
| -------------------- | --- | ---------- |
| 18 marca 2001        | 2 białe i niebieskie pierścienie z zieloną kropką w środku, a pod nim niebieski stylizowany napis „PULS”.                     |            |
| 1 lipca 2003         | Duże kula, obok niej mniejsza; nad nimi biały napis „tv niepokalanów”, pod nimi biały napis „puls”.                           |            |
| 6 grudnia 2003       | Zielona kula, a pod nią zielony napis „PULS”.                                                                                 |            |
| 28 października 2007 | Czerwony stylizowany napis „PULS”.                                                                                            |            |
| 1 września 2008      | 2 prostokąty: lewy szary z białym napisem „tv”, drugi pomarańczowy z białym napisem „puls”.                                   |            |
| 30 sierpnia 2010     | 2 krople: lewe szare z białym napisem „TV”, drugie pomarańczowe z białym napisem „puls”. Kolorami przypomina poprzednie logo. |            |
| 3 września 2012      | Podobne do poprzedniego, tyle że obie krople są w kolorze czerwonym, a napis jest srebrny.                                    |            |

Na czas żałoby narodowej logo dodaje wstążkę żałobną i kolor czarny.

## TV Puls HD
2 września 2014 emisję zaczęła TV Puls w jakości HD. Dostępna jest u niektórych dostawców. Jest ona nadawana w rozdzielczości 1080i.
| Lata                               | Opis | Logo |
| ---------------------------------- | --- | ---- |
| od 2 września 2014 do 4 marca 2024 | Logo identyczne z logo zwykłej telewizji Puls, z tym, że po prawej stronie pojawił się czerwony napis HD. |      |

## PlayPuls
W 2014 roku TV Puls uruchomiła serwis wideo na żądanie „PlayPuls”.

## Nagrody
Telewizja Puls jest laureatem Telekamery „Tele Tygodnia” za lata 2013, 2014 i 2015 oraz Złotej Telekamery „Tele Tygodnia”. Trzykrotnie Telekamerę „Tele Tygodnia” (2018, 2019 i 2020), a także Złotą Telekamerę zdobył serial TV Puls „Lombard. Życie pod zastaw”. Nominację do Telekamery „Tele Tygodnia” 2021 otrzymał również serial TV Puls „Rodzinny interes”.